# Quirinus Kuhlmann
Quirinus Kuhlmann (Breslavia, 25 febbraio 1651 – Mosca, 4 ottobre 1689) è stato un poeta e mistico tedesco, bruciato sul rogo come eretico.

## Biografia
Nato da Rosina (1637-1719) e da Quirinus Kuhlmann (1628-1655), un commerciante luterano che morì durante la sua infanzia, Quirinus studia a Breslavia nel Magdalen-Gymnasium grazie a una borsa di studio. Affetto da balbuzie, viene deriso dai compagni e preferisce isolarsi frequentando le biblioteche della città.
Le sue prime poesie datano al 1668: scrive la Unsterbliche Sterblichkeit (Mortalità degli immortali), una raccolta di epicedi di personaggi celebri di ogni tempo, che ebbe un'edizione accresciuta nel 1671, gli epitalami mitologici Preißwürdige Venus e, nel 1670, i Entsprossenden Teutschen Psalmen, un encomio in versi alessandrini della cosiddetta Fruchtbringende Gesellschaft (Società fruttuosa). Gli elogi ricevuti lo fanno sentire - scrive - un nuovo Martin Opitz, e sviluppano quella che restò la principale caratteristica della sua personalità, un'accentuata considerazione di sé stesso spinta fino alla megalomania. Nel maggio del 1669, dopo aver partecipato a una rappresentazione teatrale della propria scuola, ha un periodo di depressione, durante il quale sostenne di aver avuto delle visioni, di essere entrato in comunicazione con Dio, di aver visto il diavolo e di essere stato illuminato dallo Spirito Santo.
Iscritto nel 1670 all'Università di Jena, preferisce tuttavia allo studio del diritto la lettura e la scrittura di testi mistici, che produssero nel 1671 una raccolta di sonetti, gli Himmlische Liebes-Küsse (Baci d'amore celeste), sorta di poesia sperimentale, il cui tema è l'unione dell'anima con Cristo. I sonetti sono formati da versi di 17 sillabe, e in ognuno di essi Kuhlmann isola una parola alla quale corrisponde simmetricamente, nel verso successivo, la sua antitesi. Nel 1671 scrive anche le prose dei Lehrreichen Weißheit-, Lehr-, Hof-, Tugend-Sonnenblumen e il Geschicht-Herold nel 1672, una storia del mondo la cui bibliografia contiene ben 900 titoli di 473 autori; Kuhlmann è molto interessato alle ricerche sull'arte combinatoria del contemporaneo gesuita tedesco Athanasius Kircher – sul quale scrive nel 1674 una Kircheriana de arte magna sciendi – ed entra in corrispondenza con il poeta Siegmund von Birken (1626-1681). La sua attività poetica non poteva passare inosservata e nel 1672 è incoronato poeta dal principe von Schwarzburg-Rudolstadt.
La sua inquietudine lo spinge a trasferirsi nel 1673 a Leida, nella cui università si iscrive ma continua a occuparsi di poesia e di religione. Si converte alla mistica di Jakob Böhme e al millenarismo di Johannes Rothe (1628-1702), che nel 1674 pubblicava a Leida il Prodromus quinquennii mirabilis, e Kuhlmann crede alla possibilità di fondare in terra quello che chiama il «Jesuelitische Reich» - il regno di Jesuel, cioè di Gesù-Dio - proclamandosi millenarista, «figlio del Figlio di Dio» e missionario degli uomini di tutte le fedi. La sua illusione di giungere a un'unica e universale religione gli fa rivolgere, nei suoi Neubegeisterter Böhme (I nuovi entusiasti di Boehme), un appello alle autorità, non solo cittadine, ma di tutto il mondo, per la distruzione di tutti gli scritti e le scuole che dividono la cristianità.
Ha una breve relazione con Antoinette Bourignon (1616-1680), cattolica convertita al protestantesimo e scrittrice visionaria, e su invito dal mennonita Christian Werner si reca a Lubecca nella primavera del 1675, dove convive con Magdalena von Lindau, una vedova con tre figlie, che gli era stata raccomandata come governante dalla profetessa olandese Tanneke Denijs. Si dedica all'alchimia e scrive la De Sapientia Infusa Adamaea, Salomonaeaque, dedicata ad Athanasius Kircher.
Nel 1676, lasciando la sua compagna ad Amburgo, va a Londra, dove vive per due anni e concepisce il piano di recarsi a Costantinopoli, per proporre al sultano Maometto IV un'alleanza tra le forze ottomane e protestanti per distruggere il cattolicesimo e i governi che lo sostengono, stabilendo in Europa il Regno di Jesuel, come espose poi nel suo De Monarchia Jesuelitica, pubblicato nel 1682. Non si sa se sia stato ricevuto dal sultano: in ogni caso, la missione fallisce e nel marzo 1679 Kuhlmann fa ritorno nei Paesi Bassi. Lasciata Magdalena, riprende una serie di viaggi che nel 1683 lo riportano in Inghilterra. A Londra conosce Mary Gould, dottoressa in medicina, che si convince delle sue tesi e lo segue nei Paesi Bassi: i due hanno un figlio e nel 1685 si sposano ad Amsterdam, ma l'anno dopo Mary e il figlio muoiono. L'anno successivo Kuhlmann sposa Esther Michaelis de Paew, dalla quale ha la figlia Salomè. Compone il Kühlpsalter – «Il salterio refrigerante», con un bisticcio di parole alludendo a sé stesso – 10 libri di 15 salmi ciascuno, in modo da ottenere lo stesso numero dei salmi biblici.
Nel maggio del 1689 arriva a Mosca, dove vi è una numerosa colonia di tedeschi ed è ospitato dal commerciante Conrad Nordermann e dal pittore Otto Henning, suoi seguaci, pensando di trovare in Russia condizioni favorevoli alla sua predicazione millenarista. Denunciati dal pastore luterano Jochim Meineke come pericolosi eversori, i tre vengono arrestati e torturati: il pittore si uccide,  Kuhlmann chiede invano di poter ritornare ad Amsterdam dalla sua famiglia. Il patriarca ortodosso di Mosca Gioacchino chiede per loro la condanna a morte in quanto millenaristi ed eretici e i due vengono bruciati sul rogo il 4 ottobre 1689. Tra il fumo e il fuoco del rogo, Kuhlmann recitò fino all'ultimo i suoi salmi.
«Non fu il solo profeta folle del suo secolo, ma nessun mistico tedesco soffrì più di lui per aver riconosciuto la situazione religiosa e politica disperata della Germania. La causa più profonda del suo oscuro travaglio mistico dev'esser stata però la sua incapacità di veder chiaro nella propria anima; forse non volle vedervi chiaro per potersi sacrificare con maggior convinzione imponendosi atti di contrizione e di mortificazione e cercando il martirio. Dall'autoumiliazione del profeta ribelle nacque la folle esaltazione del proprio linguaggio mistico. Lo stesso processo psicologico ci sarebbe stato in un altro profeta mancato, in Hamann; in Kuhlmann esso è compiutamente patologico».
Kuhlmann è convinto che come il linguaggio di Dio è inaccessibile all'uomo, così il linguaggio dell'uomo non può esprimere Dio e la sua poesia dimostra questo assunto: «egli accatasta e ripete senza fine tutti gli attributi del divino, che soltanto con il loro assoluto disordine possono dimostrare ciò che si doveva dimostrare, e cioè che Dio è non solo superiore ma anche estraneo a ogni logica umana e a ogni poesia umana. Kuhlmann ha un vero feticismo dell'irraggiungibile parola interna [...] ma la ricerca affannosa di neologismi e di nuovi e indecifrabili composti sembrano dimostrare l'insoddisfazione kuhlmanniana del logoro tedesco della sua età. In questo senso - negativo - Kuhlmann è rinnovatore del tedesco, perché stimolatore di quelli che il tedesco lo avrebbero poi veramente rinnovato. Egli è anche, per la sua posizione cronologica, la conclusione della mistica secentesca che in lui si brucia tutta nella propria oscura fiamma [...] oggi il suo stile s'impone in primo luogo per il gusto feroce e torturante della sperimentazione lessicale e sintattica a oltranza».

## Opere principali
- Entsprossende Teutschen Psalmen (1670)
- Unsterbliche Sterblichkeit (1671)
- Preißwürdige Venus (1669)
- Himmlische Liebes-Küsse (1671)
- Lehrreiche Weißheit-, Lehr-, Hof-, Tugend-Sonnenblumen (1671)
- Geschicht-Herold (1672)
- Neubegeisterter Böhme (1674)
- Prodromus quinquennii mirabilis (1674)
- Kircheriana de arte magna sciendi (1681)
- De Monarchia Jesuelitica (1682)
- De Sapientia Infusa Adamaea Salomonaeaque (1681)
- Kühlpsalter (1684-1686)